# Oxyethira iglesiasi
Oxyethira iglesiasi är en nattsländeart som beskrevs av Gonzalez och Terra 1982. Oxyethira iglesiasi ingår i släktet Oxyethira och familjen smånattsländor. Inga underarter finns listade i Catalogue of Life.